# Travsäsongen i Sverige 2018
Följande är statistik över travsäsongen under året 2018 i Sverige.

## Tränare

### Vinstrikaste
Statistik per 2018-12-31
| Tränare            | Starter | Vinstsumma    |
| ------------------ | ------- | ------------- |
| Daniel Redén       | 502     | 43 393 660 kr |
| Timo Nurmos        | 678     | 40 165 717 kr |
| Björn Goop         | 1 047   | 34 619 595 kr |
| Peter Untersteiner | 1 265   | 32 560 247 kr |
| Robert Bergh       | 1 081   | 24 505 960 kr |
| Svante Båth        | 858     | 21 715 208 kr |
| Johan Untersteiner | 819     | 19 479 897 kr |
| Stefan Melander    | 862     | 17 439 952 kr |
| Jerry Riordan      | 413     | 16 738 536 kr |
| Jörgen Westholm    | 838     | 16 150 266 kr |

### Segerrikaste
Statistik per 2018-12-31
| Tränare            | Starter | Antal segrar |
| ------------------ | ------- | ------------ |
| Peter Untersteiner | 1 265   | 248          |
| Robert Bergh       | 1 081   | 212          |
| Timo Nurmos        | 678     | 201          |
| Björn Goop         | 1 047   | 183          |
| Svante Båth        | 858     | 172          |
| Jan-Olov Persson   | 663     | 150          |
| Johan Untersteiner | 819     | 139          |
| Daniel Redén       | 502     | 122          |
| Jörgen Westholm    | 838     | 121          |
| Conrad Lugauer     | 385     | 99           |

### Flest V75-segrar
Statistik per 2018-12-31
| Tränare            | V75-starter | Antal segrar | Andraplatser | Tredjeplatser |
| ------------------ | ----------- | ------------ | ------------ | ------------- |
| Timo Nurmos        | 256         | 46           | 36           | 24            |
| Daniel Redén       | 127         | 31           | 29           | 13            |
| Peter Untersteiner | 219         | 23           | 19           | 29            |
| Björn Goop         | 171         | 21           | 26           | 20            |
| Robert Bergh       | 216         | 20           | 16           | 21            |
| Svante Båth        | 111         | 17           | 5            | 7             |
| Stefan Melander    | 136         | 14           | 18           | 10            |
| Johan Untersteiner | 131         | 10           | 14           | 20            |
| Reijo Liljendahl   | 89          | 9            | 7            | 12            |
| Lutfi Kolgjini     | 93          | 9            | 7            | 9             |
| Joakim Lövgren     | 62          | 9            | 5            | 8             |
| Jan-Olov Persson   | 52          | 9            | 4            | 3             |
| Hans R. Strömberg  | 47          | 9            | 4            | 2             |
| Pär Hedberg        | 37          | 9            | 2            | 4             |
| Catarina Lundström | 36          | 9            | 1            | 4             |

## Kuskar

### Vinstrikaste
Statistik per 2018-12-31
| Kusk                 | Starter | Vinstsumma    |
| -------------------- | ------- | ------------- |
| Örjan Kihlström      | 1 135   | 58 308 710 kr |
| Björn Goop           | 1 150   | 46 431 661 kr |
| Ulf Ohlsson          | 2 116   | 41 282 472 kr |
| Jorma Kontio         | 1 526   | 31 910 997 kr |
| Erik Adielsson       | 766     | 27 156 068 kr |
| Peter Untersteiner   | 1 162   | 25 693 298 kr |
| Carl Johan Jepson    | 1 414   | 23 904 011 kr |
| Johan Untersteiner   | 1 005   | 22 915 325 kr |
| Christoffer Eriksson | 978     | 18 062 811 kr |
| Ulf Eriksson         | 1 044   | 12 730 123 kr |

### Segerrikaste
Statistik per 2018-12-31
| Kusk                 | Starter | Antal segrar |
| -------------------- | ------- | ------------ |
| Ulf Ohlsson          | 2 116   | 346          |
| Jorma Kontio         | 1 526   | 236          |
| Carl Johan Jepson    | 1 414   | 216          |
| Björn Goop           | 1 150   | 211          |
| Peter Untersteiner   | 1 162   | 209          |
| Örjan Kihlström      | 1 135   | 199          |
| Johan Untersteiner   | 1 005   | 159          |
| Rikard N. Skoglund   | 1 206   | 136          |
| Christoffer Eriksson | 978     | 128          |
| Robert Bergh         | 553     | 114          |

### Flest V75-segrar
Statistik per 2018-12-31
| Kusk               | V75-starter | Antal segrar | Andraplatser | Tredjeplatser |
| ------------------ | ----------- | ------------ | ------------ | ------------- |
| Örjan Kihlström    | 295         | 59           | 43           | 33            |
| Ulf Ohlsson        | 313         | 40           | 37           | 34            |
| Björn Goop         | 238         | 31           | 31           | 23            |
| Erik Adielsson     | 229         | 28           | 26           | 19            |
| Jorma Kontio       | 229         | 27           | 17           | 22            |
| Carl Johan Jepson  | 190         | 24           | 17           | 17            |
| Peter Untersteiner | 178         | 18           | 19           | 25            |
| Robert Bergh       | 134         | 17           | 12           | 14            |
| Peter Ingves       | 103         | 12           | 10           | 7             |
| Johan Untersteiner | 152         | 11           | 12           | 23            |
| Kim Eriksson       | 116         | 10           | 10           | 6             |
| Joakim Lövgren     | 59          | 10           | 5            | 8             |

## Varmblodiga hästar

### Vinstrikaste
Statistik per 2018-12-31
| Häst              | Starter | Vinstsumma    | Tränare         |
| ----------------- | ------- | ------------- | --------------- |
| Propulsion        | 14      | 11 008 827 kr | Daniel Redén    |
| Readly Express    | 7       | 7 398 534 kr  | Timo Nurmos     |
| Mellby Free       | 11      | 6 105 830 kr  | Björn Goop      |
| Who's Who         | 14      | 5 476 259 kr  | Pasi Aikio      |
| Inti Boko         | 9       | 5 220 000 kr  | Timo Nurmos     |
| Ringostarr Treb   | 7       | 5 049 249 kr  | Jerry Riordan   |
| Conrads Rödluva   | 9       | 4 965 500 kr  | Daniel Redén    |
| Lionel N.O.       | 14      | 3 415 990 kr  | Daniel Redén    |
| Perfect Spirit    | 11      | 3 356 500 kr  | Daniel Redén    |
| Milligan's School | 17      | 3 260 500 kr  | Stefan Melander |

### Segerrikaste
Statistik per 2018-12-31
| Häst               | Starter | Antal segrar | Tränare          |
| ------------------ | ------- | ------------ | ---------------- |
| Global Withdrawl   | 15      | 10           | Svante Båth      |
| Mr Golden Quick    | 20      | 9            | Mika Haapakangas |
| A Sweet Dance      | 12      | 9            | Helena Burman    |
| Blue Snapper       | 12      | 9            | Lars Järpedal    |
| Perfect Spirit     | 11      | 8            | Daniel Redén     |
| Hakon von Haithabu | 13      | 8            | Robert Bergh     |
| Propulsion         | 14      | 8            | Daniel Redén     |
| Antonio Tabac      | 14      | 8            | Oskar Kylin Blom |
| New Joker          | 16      | 8            | Åsa Näsman       |
| Esprit Sisu        | 19      | 8            | Svante Båth      |

### Flest V75-segrar
Statistik per 2018-12-31
| Häst               | V75-starter | Antal segrar | Tränare            |
| ------------------ | ----------- | ------------ | ------------------ |
| Propulsion         | 9           | 6            | Daniel Redén       |
| On Track Piraten   | 17          | 6            | Hans R. Strömberg  |
| Who's Who          | 7           | 5            | Pasi Aikio         |
| Antonio Tabac      | 7           | 5            | Oskar Kylin Blom   |
| Southwind Feji     | 7           | 5            | Pär Hedberg        |
| Double Exposure    | 8           | 5            | Daniel Redén       |
| Olle Rols          | 11          | 5            | Mats Rånlund       |
| Zenit Brick        | 14          | 5            | Timo Nurmos        |
| Sir Q.C.           | 16          | 5            | Catarina Lundström |
| Globalsatisfaction | 12          | 4            | Timo Nurmos        |

## Fadershingstar

### Vinstrikaste
Statistik per 2018-12-31
| Fadershingst   | Starter | Vinstsumma    |
| -------------- | ------- | ------------- |
| Muscle Hill    | 1 306   | 51 716 329 kr |
| Ready Cash     | 1 224   | 36 206 847 kr |
| Maharajah      | 1 528   | 35 843 501 kr |
| Scarlet Knight | 2 527   | 31 167 907 kr |
| Love You       | 2 207   | 30 994 261 kr |
| S.J.'s Caviar  | 1 192   | 29 245 518 kr |
| Orlando Vici   | 1 904   | 23 253 032 kr |
| Raja Mirchi    | 961     | 19 922 403 kr |
| Zola Boko      | 1 859   | 19 160 793 kr |
| Yankee Glide   | 902     | 17 119 986 kr |

### Segerrikaste
Statistik per 2018-12-31
| Fadershingst   | Starter | Antal segrar |
| -------------- | ------- | ------------ |
| Love You       | 2 207   | 289          |
| Muscle Hill    | 1 306   | 258          |
| Maharajah      | 1 528   | 255          |
| Scarlet Knight | 2 527   | 242          |
| Ready Cash     | 1 224   | 240          |
| Orlando Vici   | 1 904   | 213          |
| S.J.'s Caviar  | 1 192   | 195          |
| Dream Vacation | 1 732   | 188          |
| Zola Boko      | 1 859   | 182          |
| From Above     | 1 618   | 161          |

### Flest V75-segrar
Statistik per 2018-12-31
| Fadershingst   | V75-starter | Antal segrar |
| -------------- | ----------- | ------------ |
| Ready Cash     | 200         | 31           |
| Muscle Hill    | 209         | 29           |
| Maharajah      | 174         | 24           |
| Love You       | 191         | 21           |
| Scarlet Knight | 220         | 18           |
| Raja Mirchi    | 141         | 17           |
| Orlando Vici   | 189         | 16           |
| Yankee Glide   | 112         | 15           |
| S.J.'s Caviar  | 84          | 14           |
| Donato Hanover | 65          | 12           |
| Cantab Hall    | 97          | 12           |